# 鋸埼灯台
鋸埼灯台（のこぎりさきとうだい）は、福井県大飯郡おおい町の鋸崎に立つ白亜コンクリート造の中型灯台。

## 歴史
- 1950年（昭和25年）10月1日 公設移管に伴い「鋸崎蛇羅山だらやま灯柱」から「鋸埼灯台」に変更
- 1951年（昭和26年）
  - 2月16日 改良改修工事に伴い３００Ｗ裸不動灯点灯
  - 3月31日 改良改修工事（鉄筋コンクリート造、300mm灯ろうレンズ、NL自動管制器）
- 1953年（昭和28年）3月31日 改良改修工事（30センチ反射鏡式回転ビーコン）
- 1955年（昭和30年）3月31日 改良改修工事（船着場、橋梁設置）
- 1961年（昭和36年）3月10日 LCⅡ型灯器（LB-30）
- 1970年（昭和45年）12月 改良改修工事（灯塔建て替え）
- 1971年（昭和46年）3月30日 LCⅡ型灯器（500W）に改良
- 1984年（昭和59年）11月8日 LA管制器Ⅱ型に改良
- 2006年（平成18年）11月28日 H型点灯制御装置に改良
- 2015年（平成27年）3月25日 高輝度LEDを用いた灯器に変更[1]。これに伴い実行光度は14000カンデラから5600カンデラに、光達距離は14.5海里から12.5海里へ、灯質は 群明暗白光明3秒暗1秒明1秒暗1秒 から 等明暗白光明3秒暗3秒 に変更。

## 周辺情報
- 赤礁埼灯台
- 大飯原子力発電所